# Ericsson
Ericsson (Telefonaktiebolaget L. M. Ericsson) (по-русски произносится: Э́рикссон) — шведская компания, производитель телекоммуникационного оборудования. Штаб-квартира — в Стокгольме.

## История

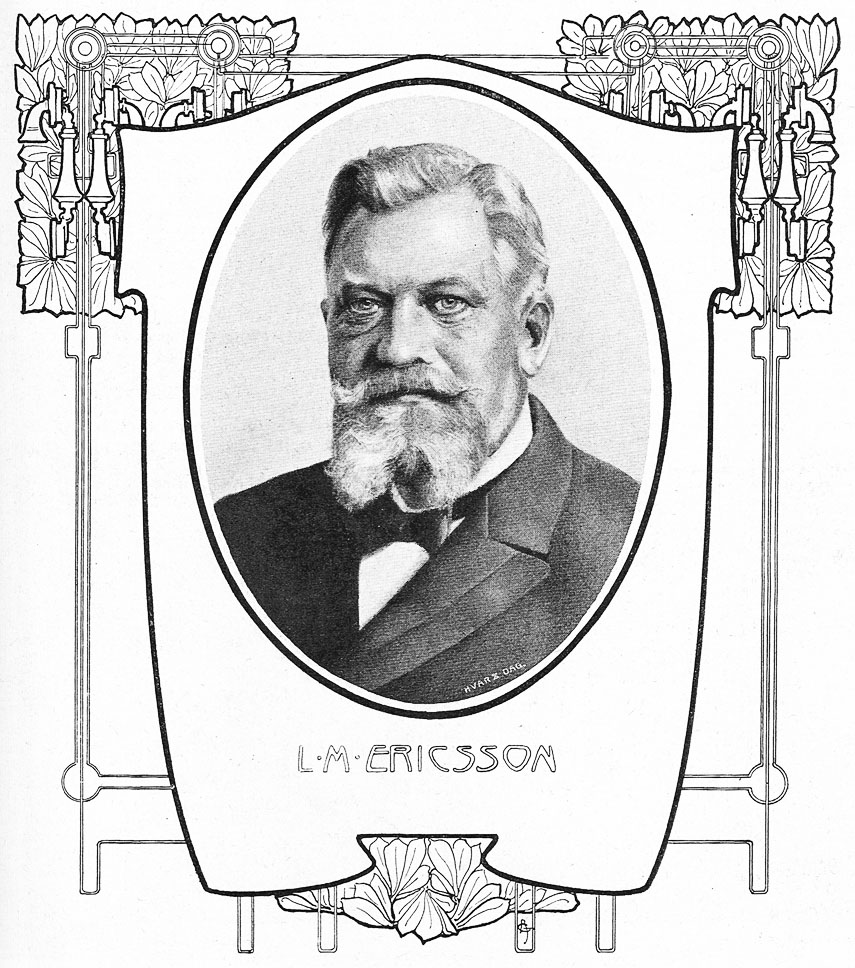
Ларс Магнус Эрикссон

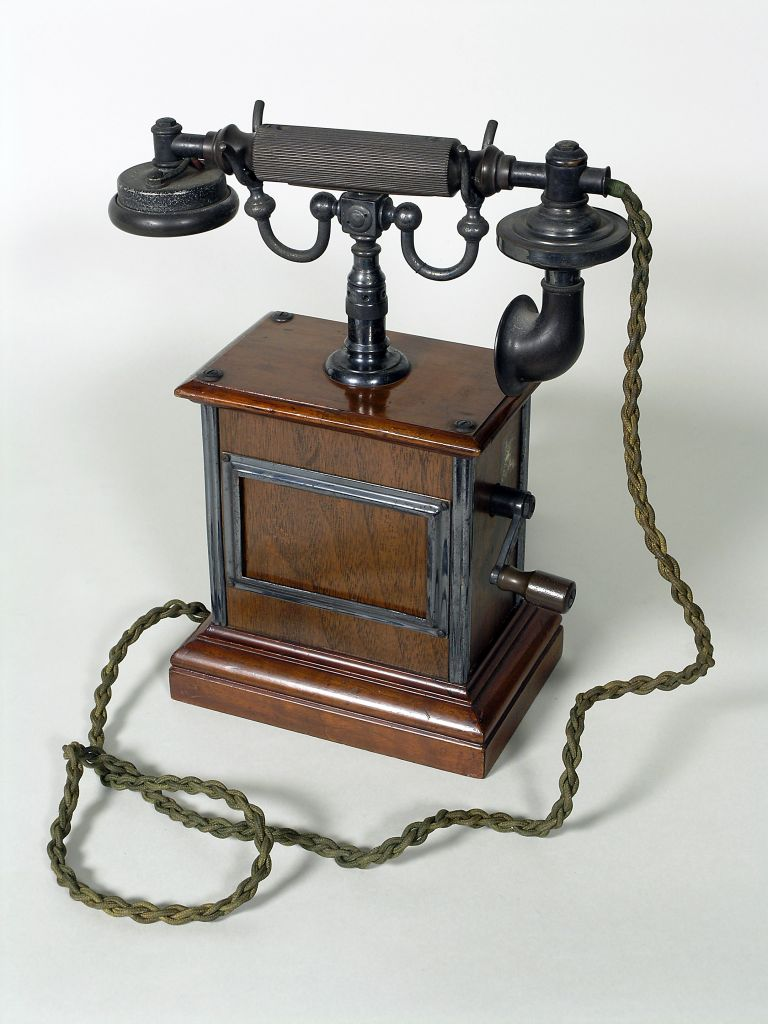
Ранний телефон Эрикссона в деревянном корпусе, изготовлен Ericsson Telephone Co. Ltd. в Ноттингеме, Великобритания. Из коллекции Музея науки Thinktank в Бирмингеме

Телефонный аппарат Ericsson железнодорожной связи. 1920-е годы. Вагон-музей. Белгород

Основана в 1876 году Ларсом Магнусом Эрикссоном как мастерская по ремонту телеграфного оборудования.
Ларс Магнус Эрикссон начинал карьеру простым рабочим, в 15 лет поехал в Норвегию работать на шахте и учиться кузнечному ремеслу, уже через полтора года становится мастером кузнечного дела. Через шесть лет возвращается в Швецию, обустраивается в Стокгольме. 1 апреля 1876 Эрикссон со своим товарищем по прежней работе в «Öllers & Co» Карлом Андерссоном основывает электромеханическую мастерскую «LM Ericsson & Со» (LME), занимающуюся ремонтом телефонных аппаратов и сигнального оборудования. Вскоре появляется и собственный аппарат — настольный телефон с магнето и рупором. Главным конкурентом были телефонные аппараты американской компании Bell.
В 1881 году создаётся шведская национальная телефонная ассоциация «Telegrafverket», которая объявила конкурс на поставку оборудования между «Bell Company» и мастерской «LME». Эрикссон, с более качественным и дешёвым оборудованием, побеждает. В течение пяти следующих лет 64 из 93 городов Швеции были телефонизированы продукцией «LME». Вскоре «Telegrafverket» открывает своё собственное производство, и уровень продаж продукции «Ericsson» резко падает. В короткие сроки был налажен экспорт телефонного оборудования в Норвегию, Данию, Финляндию, Австралию и Новую Зеландию. Шанхай заказывает телефонную станцию. Открывается офис в Нью-Йорке и поступает заказ на телефонизацию Мехико. В Российской империи компания телефонизирует Киев (1893), Харьков (1896), Ростов (1897), Ригу, Казань и Тифлис (1900).
В 1897 году в Санкт-Петербурге на Васильевском острове в арендованном здании Эрикссон открывает телефонную мастерскую, где из шведских деталей стали собирать телефонные аппараты и коммутаторы с местной батареей на 100—200 абонентов каждый. В самом конце XIX века, в 1899 году, Эрикссон приобретает участки земли на Выборгской стороне, где начинается строительство фабрики по проекту петербургского архитектора К. К. Шмидта, которая после постройки оснащается оборудованием из Швеции. В 1900 году телефонная мастерская с Васильевского острова окончательно переезжает в собственное здание на Большой Сампсониевский проспект, дом 70 по дореволюционной нумерации (в советское время и после — дом 60). В 1919 году фабрика национализирована, см. «Красная Заря».

### XXI век
В 2001 году Ericsson вместе с японской компанией Sony на паритетных началах выступила учредителем компании по производству сотовых телефонов Sony Ericsson.
Эта компания в равных долях принадлежала компаниям Sony Digital Telecommunication Network Company и Ericsson Division Consumer Products.
27 октября 2011 Sony выкупила 50 % (часть компании Sony Ericsson), принадлежащую Ericsson, за 1,05 млрд евро, объявив о том, что новая продукция компании будет выпускаться под брендом Sony. В середине февраля 2012 года поглощение доли Ericsson было завершено, и компания сменила название на Sony Mobile Communications.
В 2011 году компания Ericsson приобрела компанию Telcordia Technologies за $1,15 млрд, благодаря чему расширила своё влияние на рынке сетевой оптимизации и систем бизнес-поддержки (англ. Business support system).
Компания приобрела разработчика ПО в сфере коммуникаций Ericpol Telecom в 2016 году.
В ноябре 2021 года Ericsson объявил о покупке американского облачного сервиса Vonage. Общая сумма сделки составит $6,2 млрд, и это крупнейшее приобретение в истории шведской компании.

## Собственники и руководство
Крупнейшие собственники голосующих акций — компании Investor AB (19,42 %), Industrivarden AB (13,28 %), SHB Pensionsstiftelse (3 %). Иаков Валленберг — председатель Investor AB. Капитализация компании на 25 июня 2007 года на NASDAQ — $63,16 млрд.
Председатель совета директоров компании — Лейф Йоханссон. Президент — Бёрье Экхольм.

## Деятельность
Компания Ericsson ведёт свой бизнес в 8 направлениях, разрабатывая свои решения и предоставляя различные услуги:
- фиксированные сети и конвергентные решения (транспортные и радиорелейные сети, маршрутизаторы уровня границы сети, а также услуги по проектированию и развертыванию сетей, в том числе конвергентных)
- мобильный широкополосный доступ (разработка решений для мобильной связи, а также услуги по развертыванию и оптимизации сетей)
- коммуникационные сервисы (решения для архитектуры IMS, платформенные решения для развертывания различных коммуникационных услуг)
- приложения для частных и бизнес-пользователей (разработка специальных программных решений и приложений)
- системы поддержки операционной деятельности и бизнес-процессов (системы автоматизации предоставления услуг, анализа потребительского поведения, тарификации, биллинга и др.)
- услуги технологического аутсорсинга для операторов связи и других компаний (иначе говоря, управление сетями и/или технологической инфраструктурой)
- технологии для телевидения и медиаиндустрии (системы для гибридного телевидения, «мультиэкранного» (с передачей сигнала на несколько видов устройств) и интерактивного телевидения)
- инфраструктурные решения (различные решения M2M, решения для мониторинга и управления состоянием инфраструктурных элементов в различных отраслях: ЖКХ, электроэнергетика и нефтегазовая, в том числе и для систем чрезвычайных ситуаций и решениях по защите территорий и границ)

Основным бизнесом компании является производство оборудования для сетей беспроводной связи. На оборудовании компании построены сети связи в 180 странах мира.
Ранее Ericsson также выпускала мобильные телефоны, однако затем сконцентрировалась на производстве оборудования для сетей связи, передав выпуск телефонных аппаратов в образованное в 2001 году совместное предприятие с японской компанией Sony — Sony Ericsson Mobile Communications.

### Показатели деятельности
Общая численность персонала на 30 июня 2013 года — 111 805 человек.
Выручка компании за 2012 год — SEK 227,8 млрд, операционная прибыль — SEK 14,5 млрд.
Выручка компании за 2011 год — SEK 226,9 млрд (рост на 12 %, в 2010 году — SEK 203,3 млрд; в 2009 — SEK 206,48 млрд), чистая прибыль — SEK 12,6 млрд (рост на 12 %, в 2010 в SEK 11,2 млрд; 2009 году — SEK 4,1 млрд), операционная прибыль — 21,7 млрд (рост на 23 %, в 2009 году — SEK 17,7 млрд).
Выручка компании за 2008 год — SEK 208,9 млрд или $31,6 млрд (рост на 11 %, в 2007 году — SEK 187,8 млрд), чистая прибыль — SEK 11,7 млрд или $1,8 млрд (падение на 48 %, в 2007 году — SEK 22,1 млрд), операционная прибыль — 23,9 млрд или $3,62 млрд (падение на 22 %, в 2007 году — SEK 30,6 млрд).
Выручка компании за 2006 год — $25,7 млрд, операционная прибыль — $5,2 млрд, чистая прибыль — $3,8 млрд.
В 2022 году чистая прибыль Ericsson – 19,1 млрд крон ($1,83 млрд).
В IV квартале 2023 г. выручка у Ericsson была на 16 % меньше, чем годом ранее; чистая прибыль упала на 45 %. По итогам года выручка снизилась примерно на 3 % год к году (до 263,35 млрд крон, около $25,21 млрд); итоговый чистый убыток в размере 26,1 млрд крон ($2,50 млрд)

### Ericsson в России

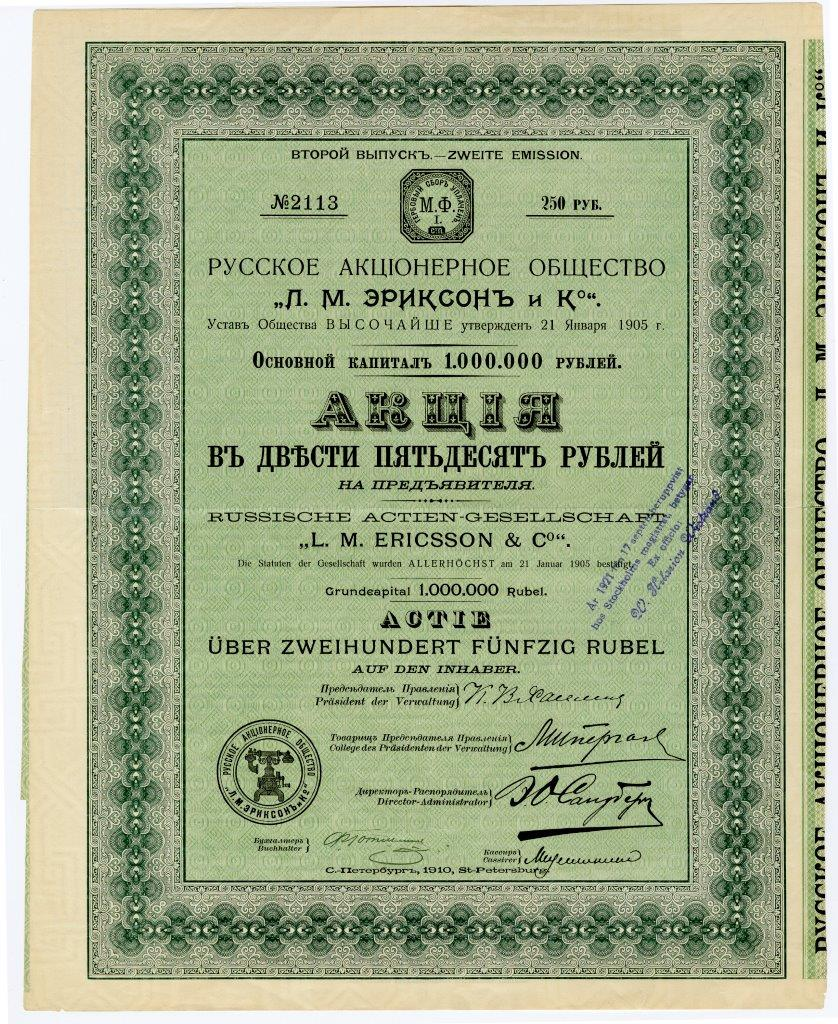
Акция в 250 руб. на предъявителя Русского акционерного общества «Л. М. Эриксон и Ко». С.-Петербург, 1910 г.

В 1881 году 15 ноября Ларсу Магнусу Эрикссону поступил заказ из Петербурга от Людвига Нобеля на изготовление партии телефонов и коммутатора для офисов петербургской компании «Товарищества нефтяного производства братьев Нобель». Первая телефонная станция Ericsson в России была построена в Киеве в 1893 году. Позже были построены телефонные станции в Харькове (1896), Ростове (1897), Риге, Казани и Тифлисе (1900) и Москве (1904).
В 1897 году Л. М. Эрикссон открыл в Санкт-Петербурге предприятие, на 20-й линии Васильевского острова, в арендованном 4-этажном доме № 9, которое предназначалось для изготовления телефонов по заказам
Главного управления почт и телеграфов.

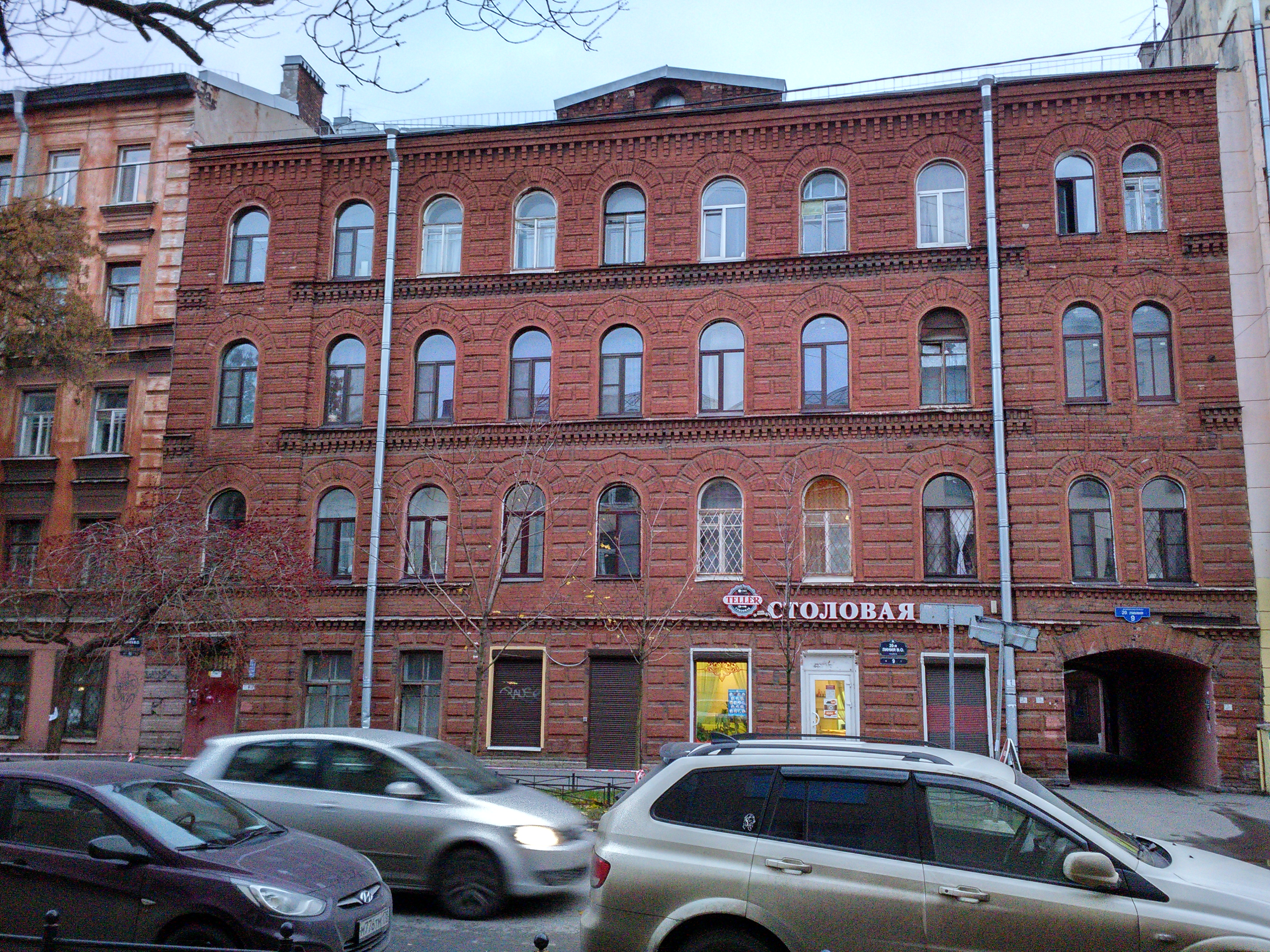
Дом № 9 на 20-й линии В.О. в СПб в 2017 г.

К 1901 году в Санкт-Петербурге была построена первая зарубежная фабрика Ericsson по производству телекоммуникационного оборудования: коммутаторов для телефонной и телеграфной связи (с 1922 года — завод «Красная Заря»). На новом предприятии были оборудованы цеха: слесарный, кузнечный, никелировочный, механический, столярный, полировочный, малярный и монтажный; в них работали 500 рабочих. Производство было рассчитано на изготовление продукции общей суммой до 1,2 млн руб, в том числе на выпуск более 60 тыс. телефонных аппаратов в год.
В советское время оборудование компании Ericsson в СССР не могло быть использовано без дополнительной адаптации интерфейсов и сертификации. Поэтому в 1960-е компания «Никола Тесла» из Хорватии разрабатывала новые интерфейсы и выпускала оборудование по лицензии Ericsson для РСФСР и остальных республик. В 1980 году в качестве обеспечения технической поддержки XXII Летних Олимпийских Игр в Москве компания Ericsson установила одну из крупнейших телексных станций AXB-20 на Центральной телеграфной станции. В 1989 году были заказаны АТС AXE-10, и первые из них были установлены в Ленинграде.
После распада СССР уже в 1994 году компания открывает постоянное представительство в Москве. В 1996 году был открыт учебный центр Ericsson в Московском техническом университете связи и информатики (МТУСИ). 3 августа 2011 Ericsson стал ключевым партнёром «Сколково», подписав соглашение, по которому компания будет оказывать поддержку проектам фонда на базе лаборатории сетевого общества Ericsson (Ericsson Networked Society Lab).
1 марта 2022 года компания приостановила поставки своей продукции на российский рынок в связи с санкциями.